# Irish Film and Television Awards
Les Irish Film and Television Awards (IFTAs) sont des récompenses de cinéma et de télévision en Irlande, inaugurés en 1999 et décernés par l'Irish Film and Television Academy. Ils ont pour ambition de récompenser les talents irlandais dans le domaine du cinéma et de la télévision.
La cérémonie est considérée comme la plus prestigieuse cérémonie de récompense en Irlande, et est l'équivalent irlandais des Oscars.

## Catégories de récompense

### Cinéma
- Meilleur film (1999-)
- Meilleur acteur dans un rôle principal (1999-)
- Meilleure actrice dans un rôle principal (1999-)
- Meilleur acteur dans un rôle secondaire (2003-)
- Meilleure actrice dans un rôle secondaire (2003-)
- Meilleur réalisateur (2003-)
- Meilleur scénario (1999-)
- Meilleur film documentaire (2003-)
- Meilleur court-métrage (1999-)
- Meilleur film international
- Meilleur acteur international
- Meilleure actrice internationale

### Télévision
- Meilleure série/soap dramatique (2003-)
- Meilleur sérial dramatique (2003-)
- Meilleur réalisateur de télévision (-)
- Meilleur acteur dans un rôle principal - Télévision (2003-)
- Meilleure actrice dans un rôle principal - Télévision (2003-)
- Meilleur acteur dans un rôle secondaire - Télévision (2003-)
- Meilleure actrice dans un rôle secondaire - Télévision (2003-)
- Meilleur scénario de télévision (-)
- Meilleur divertissement (2000-)
- Meilleur programme d'actualités (1999-)
- Meilleur programme pour enfants/adolescents
- Meilleur programme court
- Meilleure série documentaire (2003-)

### Récompenses techniques
- Meilleur montage (2003-)
- Meilleur directeur de la photographie (2003-)
- Meilleurs décors (2003-)
- Meilleure création de costumes (2003-)
- Meilleurs coiffures et maquillages (2003-)
- Meilleure bande originale (2003-)
- Meilleur son (2003-)
- Meilleure animation (2003-)

### Récompenses spéciales
- Special Irish Language Award (Prix spécial en gaélique) (2003-)
- Rising Star Award (Meilleur espoir) (2003-)
- Contribution majeure au cinéma irlandais (-)